# Pavla Jesih
Pavla Jesih, slovenska alpinistka in podjetnica, * 10. maj 1901, Ljubljana, † 12. december 1976.
Od leta 1926 pa do 1933, ko je padec v Veliki Mojstrovki zaustavil njen raziskovalni zagon, je kot članica Turistovskega kluba Skala nanizala 18 prvenstvenih smeri v pomembnih stenah vrhov kot so Triglav (Varianta skozi okno, Skalaška smer, Jugov steber), Škrlatica (Levi steber, Skalaški steber), Široka peč, Špik (Skalaška smer), Šite, Travnik, Frdamane police, Jalovec, Rakova špica in še nekatere druge. Na začetku sta bili na vrvi skupaj z Miro Marko, potem pa sta se razšli. Najpogosteje je plezala v družbi Milana Gostiše, Jožeta Lipovca, Mihe Potočnika, Stanka Tominška in Jože Čopa. 
Nemara najbolj znana je zaradi vzpona po osrednjem triglavskem (danes Čopovem) stebru, ki ga je tik po koncu druge svetovne vojne, septembra 1945, napadla v navezi s pogostim plezalskim tovarišem iz preteklih let, Jožo Čopom.
Pred in med drugo svetovno vojno je bila lastnica največje verige kinematografov v Dravski banovini in Jugoslaviji, bila je lastnica dvorane kina Metropol (1936, deluje še danes) in kina Union (1937, v današnjem Celjskem domu) v Celju, potem na Ptuju kina Royal (1939, danes mestni kino Ptuj, pred tem kino Titov dom) in končno kina Matica (1940, v stavbi današnje Filharmonije) v Ljubljani. Med drugim je bila tudi inovatorka v tehniki podnaslavljanja.
Med vojno je logistično, finančno in z lastnim delom izdatno podpirala OF a so ji po osvoboditvi dvorane na pobudo Franceta Brenka direktorja Državnega filmskega podjetja, ki jo je obtožil kolaboracije z okupatorjem, vseeno podržavili. Ponujali so ji prestižne funkcije v novoustanovljeni državni filmski industriji, predvsem Triglav filmu, a je vse ponudbe zavračala in želela nadaljevati začrtano podjetniško pot. Do upokojitve se je preživljala kot oskrbnica v planinskih kočah. Po upokojitvi je živela v stanovanju na Gornjem trgu v Ljubljani.